# Hans Steinhoff
Hans Steinhoff (Marienberg, 10 marzo 1882 – Luckenwalde, 20 aprile 1945) è stato uno sceneggiatore e regista cinematografico tedesco, ricordato come autore di film graditi al regime nazista.

## Biografia
Studente in medicina all'università di Lipsia, Hans Steinhoff interruppe gli studi per dedicarsi al teatro, dove debuttò come attore nel 1903 a Braunschweig. Fece parte di alcune compagnie di giro come attore e cantante e nel 1913, poco prima dello scoppio della prima guerra mondiale, fu promosso direttore dal Metropol-Theater di Berlino (Mitte). Nel 1914 fu regista di operette a Vienna.
Iniziò la sua attività nel cinema nel 1921 col film Kleider machen Leute (L'abito fa il monaco) tratto da un lavoro di Gottfried Keller. Fra il 1921 e il 1933, Steinhoff diresse numerosi film di vario genere, tratti principalmente da opere letterarie. Nel 1932 lavorò con Billy Wilder in Scampolo, da una commedia di Dario Niccodemi. 
Nel 1933, anno in cui Hitler prese i pieni poteri in Germania, Hans Steinhoff divenne un propagandista del regime. Lo stesso anno girò Il giovane hitleriano Quex per il quale ottenne il distintivo d'oro Gioventù hitleriana. Alcuni film di argomento biografico sono in realtà agiografie di personalità tedesche o assimilabili (per esempio, il fiammingo Rembrandt o il boero Paul Kruger). Nel 1941, nel corso della seconda guerra mondiale, gli fu assegnata la Coppa Mussolini alla 9ª Mostra internazionale d'arte cinematografica di Venezia per il film Ohm Kruger l'eroe dei Boeri. 

### Morte
Morì mentre tentava di raggiungere la Spagna, con altri gerarchi nazisti, da Berlino assediata. Salito sull'ultimo volo della Lufthansa per Madrid, l'aereo su cui si trovava fu abbattuto probabilmente dai piloti da caccia dell'Armata Rossa nei pressi di Luckenwalde o di Glienig nel Brandeburgo.

## Filmografia

### Regista
- Kleider machen Leute (1921)
- Biribi (1922)
- Der falsche Dimitri (1922)
- Inge Larsen (1924)
- Mensch gegen Mensch (1924)
- Der Mann, der sich verkauft (1925)
- Maritza (Gräfin Mariza) (1925)
- Frau Sopherl vom Naschmarkt (1926)
- Wien - Berlin (1926)
- Der Herr des Todes (1926)
- Schwiegersöhne (1926)
- Die Tragödie eines Verlorenen (1927)
- Das Frauenhaus von Rio (1927)
- Familientag im Hause Prellstein (1927)
- Die Sandgräfin (1928)
- Das Spreewaldmädel (1928)
- Angst - Die schwache Stunde einer Frau (1928)
- Ein Mädel und drei Clowns (1928)
- Maienandacht (1929)
- Gestörtes Ständchen (1929)
- Nachtgestalten (1929)
- Rosenmontag (1930)
- Chacun sa chance (1931)
- Kopfüber ins Glück (1931)
- Die Faschingsfee (1931)
- Der wahre Jakob (1931)
- Die Pranke (1931)
- Mein Leopold (1931)
- Un peu d'amour (1932)
- Scampolo (Scampolo, ein Kind der Straße) (1932)
- Madame wünscht keine Kinder (1933)
- Madame ne veut pas d'enfants (1933)
- Kind, ich freu' mich auf Dein Kommen, regia di Kurt Gerron e (non accreditati Hans Steinhoff e Erich von Neusser (1933)
- Bambola di carne (Liebe muss verstanden sein) (1933)
- Hitlerjunge Quex: Ein Film vom Opfergeist der deutschen Jugend (1933)
- Keine Angst vor Liebe (1933)
- Mutter und Kind (1934)
- Freut Euch des Lebens (1934)
- Vers l'abîme, co-regia Serge Véber (1934)
- Die Insel (1934)
- Lockvogel (1934)
- I due re (Der alte und der junge König - Friedrichs des Grossen Jugend) (1935)
- Le Miroir aux alouettes (1935)
- Il paese delle balie (Der Ammenkönig) (1935)
- Eine Frau ohne Bedeutung (1936)
- Ein Volksfeind (1937)
- Gestern und heute (1938)
- Tanz auf dem Vulkan (1938)
- La vita del dottor Koch (Robert Koch, der Bekämpfer des Todes) (1939)
- Wally dell'avvoltoio (Die Geierwally) (1940)
- Ohm Kruger l'eroe dei Boeri (Ohm Krüger) (1941)
- Crepuscolo di gloria (Rembrandt) (1942)
- Gabriele Dambrone (1943)
- Melusine (1944)
- Shiva und die Galgenblume (1945)

### Sceneggiatore
- Kleider machen Leute, regia di Hans Steinhoff (1921)
- Der falsche Dimitri, regia di Hans Steinhoff  (1922)
- Die Fledermaus, regia di Max Mack (1923)
- Inge Larsen, regia di Hans Steinhoff (1924)
- Der Mann, der sich verkauft, regia di Hans Steinhoff (1925)
- Der Mann im Sattel, regia di Manfred Noa - sceneggiatura (1925)
- Schwiegersöhne (1926)
- Fundvogel (1930)
- Ein Volksfeind (1937)
- Der Tanz auf dem Vulkan, regia di Hans Steinhoff (1938)
- Wally dell'avvoltoio (1940)  (non accreditato)
- Crepuscolo di gloria (Rembrandt), regia di Hans Steinhoff (1942)
- Gabriele Dambrone (1943)
- Melusine, regia di Hans Steinhoff (1944)
- Shiva und die Galgenblume, regia di Hans Steinhoff (1945)

### Produttore
- Melusine, regia di Hans Steinhoff (1944)
- Shiva und die Galgenblume, regia di Hans Steinhoff (1945)